# Slayers Excellent
Slayers Excellent (jap. スレイヤーズ　えくせれんと) ist die zweite von zwei dreiteiligen OVAs zur Light-Novels-, Manga- und Anime-Serie „Slayers“. Sie ist eines einer Reihe von Prequels, basierend auf den Slayers-Special-Büchern, welche vor allem die Vorgeschichte zur Protagonistin Lina Inverse beleuchten. Für die Animation war wie bei der ersten OVA Slayers Special – The Book of Spells das Studio J.C. Staff verantwortlich.

## Handlung

### Episode 1: Labyrinth
Lina und Naga werden von Dorfbewohnern beauftragt, einige Dorfbewohner aus einem Labyrinth zu retten. Der Rettungsauftrag entpuppt sich jedoch als Falle und die beiden Zauberinnen müssen sich einem Vampir stellen.

### Episode 2: Die furchterregende Zukunft
Lina wird von einem reichen Kaufmann als Leibwächter für seine verwöhnte Tochter Sirene engagiert. Da Sirene Lina im Laufe der Reise immer mehr auf die Nerven geht, beschließt Lina, ihr eine Lektion zu erteilen. Sie trifft sich mit einigen Banditen und überredet sie dazu, Sirene zu entführen. Als die vermeintlichen Kidnapper von echten Banditen überfallen werden und Sirene wirklich entführt wird, muss sich Lina mit Naga zusammenschließen, um Sirene zu retten.

### Episode 3: Lina-Chan, die großartige Modestrategie
Lina und Naga geraten in einen Streit zwischen zwei Modedesignerinnen. Die beiden schließen sich jeweils einer Seite an und merken schnell, dass der Kampf mit harten Bandagen geführt wird. Am Ende stehen sich die Kontrahentinnen in riesigen Golems gegenüber, wobei am Ende Lina über Naga triumphieren kann.

## Synchronisation
| Rolle                    | Japanischer Sprecher (Seiyū) | Deutscher Sprecher  |
| ------------------------ | ---------------------------- | ------------------- |
| Lina Inverse             | Megumi Hayashibara           | Shandra Schadt      |
| Naga, die weiße Schlange | Maria Kawamura               | Veronika Neugebauer |
| Tatiana Diward (Folge 3) | Aya Hisakawa                 | Michele Sterr       |
| Marty Lenford (Folge 3)  | Mayumi Iizuka                |                     |
| Alphonse                 | Shin’ichirō Miki             | Claus-Peter Damitz  |
| Steindorf                | Shō Hayami                   | Claus-Peter Damitz  |
| Sirene Fitzmeier         | Kumiko Watanabe              |                     |
| Fitzmeier (Folge 2)      | Kinryuu Arimoto              | Manfred Trilling    |

## Veröffentlichungen
In Deutschland wurde die OVA von OVA Films 2005 veröffentlicht. Auf Englisch wurde die Serie am 30. März 2004 von ADV Films veröffentlicht. In Neuseeland und Australien übernahm die Madman Entertainment Pty. Ltd. den Vertrieb.
Im deutschen Fernsehen wurde die OVA auf GIGA TV vom 29. Juni 2007 bis zum 13. Juli 2007 erstmals ausgestrahlt.